# NGC 2946
NGC 2946 (również PGC 27521 lub UGC 5143) – galaktyka spiralna z poprzeczką (SB?), znajdująca się w gwiazdozbiorze Lwa. Odkrył ją Albert Marth 1 kwietnia 1864 roku.